# Блич (фильм)
«Блич» (англ. Bleach) — японский фантастический боевик 2018 года производства Warner Bros., основанный на одноименной манге Тайто Кубо. Режиссером является Синсуке Сато, а главную роль, Ичиго Куросаки, сыграл Сота Фукуси. В Японии фильм вышел в прокат 20 июля 2018 года. Американская премьера фильма состоялась 28 июля 2018 года на New York Japan Cuts Festival в Нью-Йорке. На Netflix фильм вышел 14 сентября 2018 года.

## Сюжет
Ичиго Куросаки, старшеклассник, обладающий способностью видеть призраков, встречает Рукию Кучики, синигами («проводник душ»). После нападения пустого, злого духа, Рукия передает свои способности Ичиго, таким образом обращая его в синигами. Тем временем капитан синигами Бьякуя Кучики, старший брат Рукии, отправляет Рэндзи Абараи, своего подчиненного, за сестрой. Ичиго вступает в схватку с Рэндзи и позже узнает об Урю Исиде, квинси, человеке наделенном духовной силой, который вызывает его на соревнование по охоте на пустых.
Спустя некоторое время Бьякуя ставит перед Рукией ультиматум: забрать у Ичиго ее силы или вернуться и предстать перед судом. Чтобы защитить Рукию, Ичиго заключает сделку с капитаном синигами, чтобы получить достаточно сил для безопасного возвращения способностей Рукии — победить могучего пустого Великого Удильщика. Ичиго усиленно тренируется, чтобы спасти Рукию от наказания, а затем сходится в схватке с Великим Удильщиком, убившим его мать, где Урю активно помогает ему. Ичиго получает ранение в бою, а затем они попадают в засаду, устроенную Рэндзи и Бьякуей. Ичиго терпит поражение, но Рукия вмешивается и уговаривает брата пощадить его. На следующий день благодаря силе Общества душ жители город Каракура забывают о существовании Рукии, однако Ичиго видит записку, оставленную ею, и, кажется, возвращает себе память.

## В ролях
| Актёр           | Роль            |
| --------------- | --------------- |
| Сота Фукуси     | Ичиго Куросаки  |
| Хана Сугисаки   | Рукия Кучики    |
| Эрина Мано      | Орихимэ Иноуэ   |
| Рё Ёсидзава     | Урю Исида       |
| Ю Коянаги       | Ясутора Садо    |
| Таити Саотомэ   | Рэндзи Абараи   |
| Miyavi          | Бякуя Кучики    |
| Сэйити Танабэ   | Кискэ Урахара   |
| Ёсукэ Эгути     | Иссин Куросаки  |
| Масами Нагасава | Масаки Куросаки |
| Мию Андо        | Карин Куросаки  |
| Кокоро Хирасава | Юдзу Куросаки   |

## Приём

### Кассовые сборы
На 7 августа 2018 года «Блич» собрал в Японии 448 895 200 иен. В первые выходные фильм занял четвёртое место по сборам и с пятницы по воскресенье выручил 135 миллионов иен. Всего фильм собрал 3 729 856 долларов.

### Реакция критиков
По данным сайта-агрегатора рецензий Rotten Tomatoes на основе семи рецензий: 71 % критиков дали фильму положительную оценку, со средним рейтингом 6,1/10. Джастин Смит из SciFiNow написал положительную рецензию, отметив, что «хотя фильм явно сделан для преданных фанатов, в отличие от некоторых недавних аниме-адаптаций, одним из главных достоинств »Блич« является то, насколько связно он излагает свою историю для непосвященных». Марк Шиллинг написал рецензию для The Japan Times и поставил фильму 3 звезды. Он пришел к выводу, что фильм близко следует истории первоисточника, однако при этом упрощает ее в достаточной степени для понимания обычными зрителями.